# Filologia
Filologia – nauka humanistyczna badająca literaturę kręgu cywilizacyjnego lub narodu. Głównym przedmiotem jej badań jest tekst z perspektywy języka, właściwości literackich i treści kulturalno-historycznej, a celem – jego komentarz i interpretacja. W innym ujęciu: dyscyplina językoznawcza zajmująca się badaniem wypowiedzi i systemów językowych z wykorzystaniem metod i osiągnięć literaturoznawstwa, historii, filozofii, etnografii i archeologii.
Powszechnie poszczególne filologie określane są nazwami skrótowymi, zarówno w odniesieniu do dziedziny nauki, jak i kierunku studiów, np. polonistyka – filologia polska, anglistyka – filologia angielska, romanistyka – filologia romańska, germanistyka – filologia niemiecka, iberystyka – filologia iberyjska itd.
Cele nauk filologicznych były różnie określane w różnych okresach rozwoju tej dyscypliny, i tak np. niemiecki romanista z przełomu XIX i XX wieku określa filologię jako „każdą naukę, której celem i zadaniem jest poznanie duchowych właściwości danego narodu […], o ile znalazły one lub ciągle jeszcze znajdują swój wyraz w języku i literaturze”. Bezpośrednio z filologii wywodzą się dwie dyscypliny naukowe: językoznawstwo i literaturoznawstwo.

## Pochodzenie nazwy
Termin stgr. φιλόλογος (philólogos) pojawia się po raz pierwszy u Platona (Theatetus 146 A) i oznacza „miłośnika naukowej dyskusji”. Terminem tym określał się Eratostenes, aleksandryjski uczony, zajmujący się m.in. historią literatury.
Na gruncie łacińskim Cyceron określał mianem philologia studiowanie literatury (Ad Atticum II 17,1).
Pojęcie filologii jako nauki o języku i literaturze pojawiło się w połowie XIX wieku.